# Campionati europei di canoa/kayak sprint 1936
I Campionati europei di canoa/kayak sprint 1936 sono stati la 3ª edizione della competizione continentale. Si sono svolti a Duisburg, in Germania. Gli atleti hanno preso parte a 2 eventi in totale, 1 gara maschile e 1 femminile.

## Medagliere
| Pos.   | Paese          | Oro | Argento | Bronzo | Totale |
| ------ | -------------- | --- | ------- | ------ | ------ |
| 1      | Germania       | 1   | 2       | 0      | 3      |
| 2      | Cecoslovacchia | 1   | 0       | 0      | 1      |
| 3      | Austria        | 0   | 0       | 2      | 2      |
| Totale | Totale         | 2   | 2       | 2      | 6      |

## Podi

### Uomini
| Evento          | Oro                                                                          | Perform. | Argento                                                                             | Perform. | Bronzo                                                                | Perform. |
| Canoa K-4 1000M | Germania nazista Walter Bulmester Hans Modder Friedel Gladbach Ludwig Landen | 3:52,40  | Germania nazista Heinrich Bruggemann Heinrich Fritzmeier Hannes Schwartz Ernst Kube | 3:55,20  | Austria Anton Dorfner Gregor Hradetzky Viktor Kalisch Karl Steinhuber | 3:58,60  |

### Donne
| Evento    | Oro             | Perform. | Argento       | Perform. | Bronzo        | Perform. |
| Kayak K-1 | Marta Pavlisová | 3:13,40  | Grete Erlwein | 3:16,50  | Anni Moskolev | 3:17,40  |